# Lucette Lousteau
Lucette Lousteau est une femme politique française, née le 20 décembre 1948 à Oran (Algérie).

## Biographie
Elle est députée de la 1re circonscription de Lot-et-Garonne depuis le 17 juin 2012, où elle l'emporte avec 52,02 % des voix exprimées face au député sortant Jean Dionis du Séjour.
Elle est conseillère régionale de la région Aquitaine élue en 2010 et première secrétaire fédérale du Parti socialiste. Son suppléant est Olivier Campan.
Elle est membre du comité politique de la campagne de Vincent Peillon pour la primaire citoyenne de 2017.

## Décoration
- Chevalier de la Légion d'honneur (1er janvier 2022)[3]